# Zygmunt Noskowski

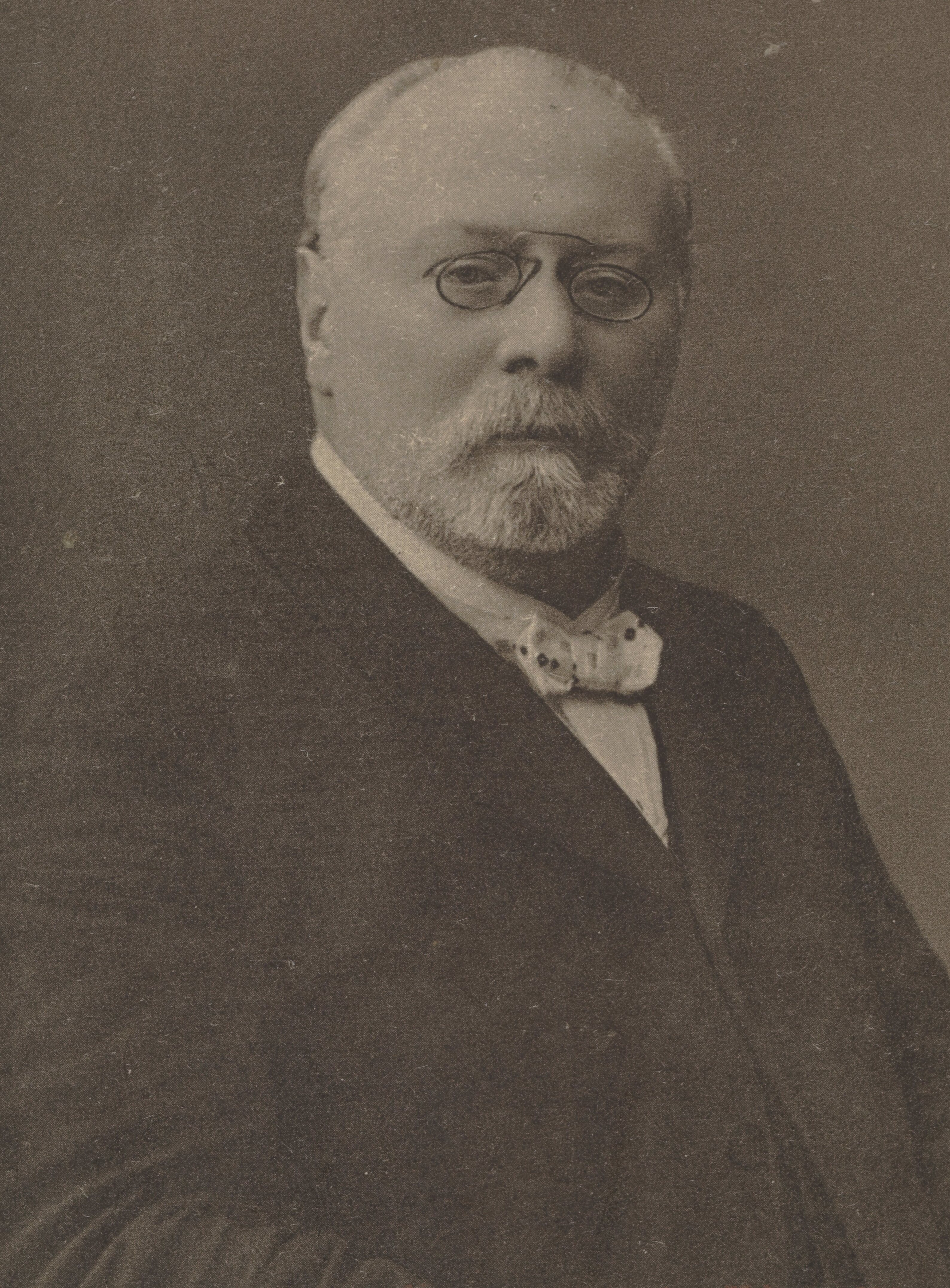
Zygmunt Noskowski.

Zygmunt Noskowski, född 2 maj 1846 i Warszawa, död där 23 juli 1909, var en polsk tonsättare. 
Noskowski, som var lärjunge till Friedrich Kiel, blev 1888 musikpedagog vid Warszawas musikkonservatorium, 1904 andre kapellmästare vid filharmonin där och 1906 även kapellmästare vid operan. Han komponerade symfonier, kantater, operor, däribland Livia Quintilla (1900) och Wyrok (1907), kammarmusikverk, körer, visor och pianostycken, utgav polska folkvisor och litauiska folkmelodier samt skrev en harmonilära (1902) och Kontrapunkt (1908).